# X (Nicky Jam & J Balvin)
X is een nummer van de Puerto Ricaanse zanger Nicky Jam en de Colombiaanse zanger J Balvin uit 2018.
"X" werd in zowel Noord- als Zuid-Amerika en Europa een grote zomerhit. Vooral in Zuid-Amerika deed het nummer het goed. In Colombia, het thuisland van J Balvin, haalde het de 2e positie. Ook in de Nederlandse Top 40 was het uitermate succesvol; daar haalde het de 3e positie. In de Vlaamse Ultratop 50 had het nummer met een bescheiden 19e positie iets minder succes.